# El reino de las hormigas
El reino de las hormigas (título original en inglés: Empire of the Ants) es un cuento escrito por H. G. Wells en 1905, aparecido por primera vez en The Strand Magazine. La historia trata sobre un explorador que es enviado a América del Sur para investigar unos informes de hormigas inteligentes que habrían destruido una colonia.
Inspiró una película del mismo título en 1977. 